# CD Nacional
Clube Desportivo Nacional is een Portugese voetbalclub uit Funchal op het eiland Madeira.

## Geschiedenis
De club werd in 1910 opgericht en is de grote rivaal van CS Marítimo, de andere club van Madeira. Marítimo is over het algemeen succesvoller dan Nacional, maar tussen 2004 en 2015 eindigde Nacional twee keer in de top vijf van de Primeira Liga.
CD Nacional speelde van 1957 tot 1998 in het Estádio dos Barreiros, de thuisbasis van CS Marítimo. Sinds december 1998 speelt de club zijn thuiswedstrijden in het Estádio da Madeira. 
Sinds 2017 schippert de club tussen het hoogste en tweede niveau van Portugal. 

## Eindklasseringen
| 8 |

| 2 |

| 13 |

| 5 |

| 5 |

| 3 |

| 10 |

| 5 |

| 4 |

| 11 |

| 7 |

| 10 |

| 2 |

| 10 |

| 14 |

| 20 |

| 14 |

| 13 |

| 11 |

| 13 |

| 16 |

| 1 |

| 18 |

| 9 |

| 1 |

| 7 |

| 3 |

| 11 |

| 4 |

| 12 |

| 5 |

| 8 |

| 10 |

| 4 |

| 7 |

| 6 |

| 7 |

| 8 |

| 5 |

| 7 |

| 11 |

| 18 |

| 1 |

| 17 |

| 1 |

| 18 |

| 6 |

| 13 |

| 2 |

| 14 |

| Primeira Liga | Segunda Divisão/Segunda Liga/Liga Pro | Tercera Divisão |

Tot 1999 stond de Primeira Liga bekend als de Primeira Divisão. De Segunda Liga kende in de loop der tijd meerdere namen en heet sinds 2020/21 Liga Portugal 2.
| Seizoen   | №  | Clubs | Divisie       | Duels | Winst | Gelijk | Verlies | Doelsaldo | Punten | Tsch  |
| --------- | -- | ----- | ------------- | ----- | ----- | ------ | ------- | --------- | ------ | ----- |
| 2014–2015 | 7  | 18    | Primeira Liga | 34    | 13    | 8      | 13      | 45–46     | 47     | 2.163 |
| 2015–2016 | 11 | 18    | Primeira Liga | 34    | 10    | 8      | 16      | 40–56     | 38     | 2.490 |
| 2016–2017 | 18 | 18    | Primeira Liga | 34    | 4     | 9      | 21      | 22–58     | 21     | 2.735 |
| 2017–2018 | 1  | 20    | Liga Pro      | 38    | 19    | 14     | 5       | 72–45     | 71     |       |
| 2018–2019 | 17 | 18    | Primeira Liga | 34    | 7     | 7      | 20      | 33-73     | 28     | 2.595 |
| 2019–2020 | 1  | 20    | Liga Pro      | 24    | 14    | 8      | 2       | 36-16     | 50     |       |
| 2020–2021 | 18 | 18    | Primeira Liga | 34    | 6     | 7      | 21      | 30-59     | 25     |       |
| 2021-2022 | 6  | 18    | Segunda Liga  | 34    | 14    | 9      | 11      | 52-44     | 51     |       |
| 2022-2023 | 13 | 18    | Segunda Liga  | 34    | 10    | 9      | 15      | 35-46     | 39     |       |
| 2023-2024 | 2  | 18    | Segunda Liga  | 34    | 21    | 8      | 5       | 66-35     | 71     |       |
| 2024-2025 | 14 | 18    | Primeira Liga | 34    | 9     | 7      | 18      | 32-50     | 34     |       |

## In Europa
Uitslagen vanuit gezichtspunt CD Nacional
| Seizoen                                                    | Competitie    | Ronde        | Land                 | Club                     | Totaalscore | 1e W    | 2e W       | PUC |
| ---------------------------------------------------------- | ------------- | ------------ | -------------------- | ------------------------ | ----------- | ------- | ---------- | --- |
| 2004/05                                                    | UEFA Cup      | 1R           | Vlag van Spanje      | Sevilla FC               | 1-4         | 0-2 (U) | 1-2 (T)    | 0.0 |
| 2006/07                                                    | UEFA Cup      | 1R           | Vlag van Roemenië    | Rapid Boekarest          | 1-3         | 0-1 (U) | 1-2 nv (T) | 0.0 |
| 2009/10                                                    | Europa League | PO           | Vlag van Rusland     | FK Zenit Sint-Petersburg | 5-4         | 4-3 (T) | 1-1 (U)    | 5.5 |
|                                                            |               | Groep L      | Vlag van Duitsland   | Werder Bremen            | 3-7         | 2-3 (T) | 1-4 (U)    | 5.5 |
|                                                            |               | Groep L      | Vlag van Oostenrijk  | FK Austria Wien          | 6-2         | 1-1 (U) | 5-1 (T)    | 5.5 |
|                                                            |               | Groep L (3e) | Vlag van Spanje      | Athletic Bilbao          | 2-3         | 1-2 (U) | 1-1 (T)    | 5.5 |
| 2011/12                                                    | Europa League | 2Q           | Vlag van IJsland     | FH Hafnarfjörður         | 3-1         | 1-1 (U) | 2-0 (T)    | 3.0 |
|                                                            |               | 3Q           | Vlag van Zweden      | BK Häcken                | 4-2         | 3-0 (T) | 1-2 (U)    | 3.0 |
|                                                            |               | PO           | Vlag van Engeland    | Birmingham City FC       | 0-3         | 0-0 (T) | 0-3 (U)    | 3.0 |
| 2014/15                                                    | Europa League | PO           | Vlag van Wit-Rusland | Dinamo Minsk             | 2-5         | 0-2 (U) | 2-3 (T)    | 0.0 |
| Totaal aantal behaalde punten voor UEFA coëfficiënten: 8.5 |               |              |                      |                          |             |         |            |     |

Zie ook
- Deelnemers UEFA-toernooien Portugal
- Ranglijst van alle clubs die in de diverse Europa Cups zijn uitgekomen

## Bekende (oud-)spelers
- Paulo Assunção
- Bruno Basto
- Diego Benaglio
- Sinan Bolat
- Leandro do Bomfim
- Fábio Coentrão
- Darko Anić
- Costinha
- Henrique Hilário
- Manuel da Costa
- Saleh Gomaa
- Miguelito
- Luís Carlos Novo Neto
- Nejc Pečnik
- Cas Peters
- Cristiano Ronaldo
- Ivo Vieira